# Russkaja Polana (osiedle przy stacji)
Russkaja Polana (ros. Русская Поляна) – osiedle przy stacji w Rosji, w obwodzie omskim, w rejonie russkopolańskim. W 2010 liczyło 251 mieszkańców.